# Charles Jean Louis Aymé
Pour les articles homonymes, voir Aymé.
Charles Jean Louis Aymé, né le 28 janvier 1770 à Melle (Deux-Sèvres), mort le 27 juin 1852 dans la même ville, est un général français de la Révolution et de l’Empire.

## Biographie
D'une ancienne famille poitevine, Aymé (Jean-Marie), le père de Charles Jean Louis Aymé, Louis Jean Marie était conseiller, avocat du roi au siège de Melle en 1771. En 1777 il est nommé subdélégué de l'Intendant et plus tard président du tribunal de première instance.

### Officier du génie
Après avoir fait ses études à l'École royale militaire de Pont-le-Voy, Il entre comme élève à l'École des ponts et chaussées le 19 novembre 1787. Trois ans plus tard, il est ingénieur et conserve cet emploi jusqu'en 1793. À cette époque, le corps du génie, affaibli, a besoin d'officiers jeunes et capables pour diriger la marche des armées françaises dans les guerres gigantesques qu'elles se préparent à soutenir contre l'Europe, et l'ingénieur Aymé est désigné pour ce corps, où il prend place avec le grade de lieutenant le 14 brumaire an II.
Il fait avec distinction les campagnes de l'an II au commencement de l'an VI en Italie. Capitaine le 1er vendémiaire an III, il prend une part active aux sièges de Saorgio, du château de Milan et de la place de Mantoue, et aux batailles de Montenotte, de Lodi et de Rivoli.
Sa valeur est si bien reconnue que le général Bonaparte, le désigne pour faire partie de l'armée expéditionnaire d'Orient au mois de floréal an VI.
Attaché à la division du général Lannes, il fait en Égypte et en Syrie les campagnes de l'an VI à l'an IX, se distingue à la prise d'El-Arich, et est nommé chef de bataillon sur le champ de bataille le 2 ventôse an VII. À la prise de Jaffa, le 16 du même mois, il monte, à la tête d'une compagnie de carabiniers, le premier sur les murs de la ville que défendent 6 000 Turcs, et c'est sur la brèche même où il apporte la capitulation de cette place, qu'il est nommé lieutenant-colonel, le 10 mars 1799. Pendant les assauts de Saint-Jean-d’Acre, auxquels il prend part avec une grande valeur, il reçoit un coup de feu au bras gauche et plusieurs éclats de mitraille aux deux jambes. Au siège du Caire, et à la bataille d'Héliopolis, sous le général Kléber le 20 mars 1800, il donne de nouvelles preuves de bravoure et de capacité.
Après la capitulation d'Alexandrie, il revient en France. Nommé sous-directeur des fortifications à Anvers le 3 frimaire an X, et membre de la Légion d'honneur le 25 prairial an XII (14 juin 1804) (puis trésorier de la 12e cohorte), il passe à l'armée de Naples, commandée par le général Gouvion-Saint-Cyr, et y obtient le grade d'adjudant-commandant le 14 nivôse an XIII. Chargé des fonctions de chef d'état-major provisoire des troupes stationnées dans le royaume de Naples le 8 ventôse suivant, il est inscrit sur le tableau des adjudants-commandants et confirmé dans son emploi le 21 thermidor de la même année.
C'est en celle qualité qu'il fait les campagnes de l'an XIV et de 1806, et qu'il se trouve au siège de Gaète.

### À Dantzig
Appelé à faire partie de la Grande Armée le 8 octobre 1806, et attaché à Joachim Murat (devenu entre-temps grand-duc de Berg), pendant la campagne de Prusse en 1806 et celle de Pologne en 1807, il est envoyé, dans les premiers jours d'avril 1807, à Dantzig, où le maréchal Lefebvre l'emploie comme son premier aide de camp jusqu'à la fin du siège. Il y rend des services importants, principalement dans l'expédition de l'île de Holm et à la prise des forts Wasser et Weichel-Munde.
Les opérations du siège traînaient en longueur : les positions que l'ennemi occupe sur la rive gauche de la Vistule ont été attaquées sans succès à différentes reprises, et il est évident que s'il avait pu réussir à les conserver, on eût rencontré de jour en jour des difficultés insurmontables pour pousser les attaques plus en avant, car l'occupation de l'île de Holm par les troupes russes permettait à l'ennemi de faire descendre de la ville des barques sur Weichel-Munde et d'en faire également remonter vers la ville. La division Gardanne se trouve elle-même, sous Weichel-Munde, cernée de toutes parts, et on ne peut communiquer avec ces troupes qu'en faisant une marche de plus de douze heures.
L'expédition des Russes ne devait pas tarder à partir de Pillau pour venir à Weichel-Munde tenter de secourir Dantzig. La division Gardanne aurait donc été attaquée à la fois par les Russes qui seraient sortis en force de Weichel-Munde et par les autres troupes établies dans l'île de Holm, et de plus elle aurait eu à essuyer à dos le feu d'une nombreuse artillerie placée à cet effet sur les différents points de cette île. Dans cet état de crise, il fallait agir avec vigueur et prévenir l'ennemi pour s'opposer à l'exécution de ses projets.
L'adjudant-commandant Aymé propose au maréchal Lefebvre de faire attaquer cette position importante et s'offre pour se mettre lui-même à la tête de l'attaque. Les militaires qui ont assisté au siège de Dantzig peuvent seuls dire combien de difficultés et de dangers il y avait à tenter une telle entreprise. Elle est enfin résolue, et l'Empereur l'approuve en disant : « Il s'agit d'un passage de rivière sous des redoutes et des retranchements garnis d'artillerie. et défendus par des Russes. C'est une opération majeure et difficile, mais elle est nécessaire. » S'étant ensuite informé de l'officier qui doit la commander, il ajoute : « Je connais depuis longtemps l'adjudant-commandant Aymé, c'est un brave homme, je puis être tranquille, car je suis assuré qu'il la conduira bien. »
Les  troupes qui sont mises à la disposition de l'adjudant-commandant Aymé se composent de 800 hommes de différents corps d'infanterie française, polonaise, saxonne ou badoise. L'expédition se fait dans la nuit du 6 au 7 mai. Des barques apportées de Dirschau sur des haquets furent heureusement jetées dans la Vistule sur les onze heures du soir, et cette opération si difficile est entièrement dérobée à la connaissance de l'ennemi par les bonnes dispositions que l'adjudant-commandant Aymé a prises à cet effet. Le passage commence à s'effectuer à une heure du matin. L'alarme se répand aussitôt dans tous les postes de l'ennemi. La première redoute, située sur l'autre rive à 110 mètres seulement du point d'embarquement, est surprise et enlevée malgré la canonnade et une vive fusillade qui ne met presque personne hors de combat. Il ne donne pas le temps aux Russes de se reconnaître : avec sa faible colonne, il les attaque et les enlève à la baïonnette dans toutes leurs redoutes, leur tue 400 hommes, en blesse 200 et leur fait 600 prisonniers, parmi lesquels se trouvent 18 officiers russes et 120 canonniers prussiens. Les Saxons enlèvent d'assaut la redoute de Kalchantz sur la rive gauche, et y prennent 160 Prussiens et 4 pièces de canon. Toute l'île est ainsi prise sans autre perte de la part des Français que celle de 10 hommes tués et 50 blessés. On y trouve 21 bouches à feu, 40 milliers de poudres et des magasins considérables.
Les opérations du siège sont ensuite poussées avec tant de promptitude et de succès que la place est enfin obligée de capituler, car les Russes, partis de Pillau le jour même de l'expédition de Holm, tentent inutilement de sortir de Weichel-Munde. La communication a été établie dans l'île de Holm avec la division Gardanne et la garnison de la place se trouvant hermétiquement resserrée, leur attaque est repoussée, et Dantzig, ne pouvant plus espérer de secours, ouvre ses portes à l'armée française.
Les Russes, désespérés du peu de succès de leur expédition à Weichel-Munde, abandonnent ce fort et n'y laissent qu'une garnison de 3 000 Prussiens. Le gouverneur a l'ordre de la faire embarquer avec son artillerie et ses magasins, on est informé de ce projet et il est difficile d'en empêcher l'exécution. Le maréchal Lefebvre envoie l'adjudant-commandant Aymé pour sommer le gouverneur et négocier une capitulation, mais s'apercevant qu'on n'a que l'intention de faire traîner les négociations en longueur pour avoir le temps d'exécuter l'embarquement, il fait brusquer une attaque sur le fort Wasser et oblige ensuite le gouverneur de Weichel-Munde à signer sa capitulation. On trouve dans les deux forts plus de 150 bouches à feu en bronze sur des affûts tout neufs et une grande quantité de bons approvisionnements en tous genres.
L'Empereur, satisfait des services de l'adjudant-commandant Aymé pendant le siège de Dantzig, le nomme officier de la Légion d'honneur le 14 mai 1807, et lui ordonne de se rendre devant Graudenz pour y être extraordinairement employé au siège de cette place comme colonel du génie. Durant ces dernières opérations, il remplit encore les fondions de chef d'état-major des troupes de siège.
Employé à l'état-major du corps d'observation commandé par le maréchal Brune, le 18 août suivant, il passe à celui de la réserve de cavalerie le 14 février 1808, est créé baron de l'Empire le 19 mars suivant, rejoint le 1er corps de l'armée d'Espagne le 12 septembre, et reçoit la croix de chevalier de l'ordre de la Couronne de Fer le 18 décembre de la même année.

### Général napolitain
Après avoir fait les campagnes de 1808 et 1809 en Espagne, pendant lesquelles il se fait particulièrement remarquer le 10 janvier 1809 à l'affaire de Cuenca, un décret impérial du 29 juin 1809 l'autorise à passer au service du roi de Naples, qui l'a appelé auprès de lui comme aide de camp le 27 du même mois.
Nommé général de brigade le 8 novembre de la même année, pour prendre rang du 27 juin précédent, un décret royal du 17 janvier 1810, lui confère le grade de général de division et l'investit des fonctions de chef de l'état-major général de l'armée napolitaine. Créé commandeur de l'ordre des Deux-Siciles le 19 août suivant, il prend à Bologne le commandement de l'armée napolitaine pendant le voyage que fait le roi dans sa capitale vers la fin de 1813.
Joachim-Napoléon Murat, entraîné par une fatalité qui devait le conduire à sa perte, ayant conclu, le 11 janvier 1814, un traité d'alliance offensive et défensive avec la cour de Vienne (Autriche), se décide à marcher contre l'armée française en Italie. Le général Aymé, tout en protestant de son attachement sincère pour le prince qui lui a montré tant de bienveillance, ne croit pas pouvoir rester plus longtemps dans les rangs de ceux qui se déclarent les ennemis de sa patrie. Il n'hésite point à faire le sacrifice de sa haute position et de ses intérêts privés à ce que lui prescrivent l'honneur et ses devoirs envers son pays.
Les lettres qu'il écrit au roi de Naples pour l'informer de sa résolution motivent de la part de Joachim la réponse suivante, en date de Naples, le 17 janvier 1814.

« Mon cher général, j'ai reçu vos deux dernières lettres ; je n'ai jamais douté de vos sentiments pour moi, vous m'aviez donné tant de preuves de dévouement ; mais l'assurance nouvelle que vous m'en donnez dans cette circonstance si décisive pour moi et ma famille m'a été bien agréable ; vous connaissez mon cœur, vous savez combien je suis français ; tous les Français doivent me plaindre ; il n'y avait pas à choisir, il ne me restait que le parti que j'ai pris, pouvais-je m'exposer à devenir la fable de l'Europe en m'exposant à perdre ma couronne ? devais-je aller à Paris y augmenter le nombre de tant de personnages détrônés ? devais-je sacrifier ma famille et mes sujets ? devais-je exposer tant de Français qui se sont dévoués si généreusement à mon service ? Non, non, la postérité ne me l'aurait jamais pardonné. Pourquoi l'Empereur s'est-il obstiné à garder le silence à toutes mes propositions ? pourquoi a-t-il traité sans moi ? j'eusse sauvé l'Italie ; il voulait mettre le roi de Naples sous les ordres du vice-roi ou du moins ne pas le mettre sous les siens.
Cependant je reculais toujours la signature d'un traité, mais l'Empereur a déclaré qu'il renonçait aux conquêtes et qu'il acceptait pour bases de la paix les Alpes, etc., et quand il cède l'Italie et qu'il ne me donne aucune garantie pour mes Etats, devais je m'exposer à les perdre pour m'obstiner à vouloir défendre un pays qu'il a déclaré vouloir céder ? je vous envoie Le Moniteur du 1er, vous y lirez sa réponse au Sénat Je voudrais bien que votre frère fût ici. Adieu, rassurez tous les Français, faites-leur connaître mes intentions ; dites leur qu'ils me trouveront toujours français et toujours le même pour eux.... Adieu, croyez à mon amitié,
J.-N.
Naples, le 17 janvier 1814. »

Allié, par son mariage, à l'une des plus illustres familles du royaume de Naples (les Aquino di Caramanico), le général Aymé, en quittant le service, se retire auprès d'elle.
Après l'abdication de l'Empereur, il continue de résider à Naples, et les circonstances n'étant plus les mêmes, il croit pouvoir accepter les fonctions de premier aide de camp, qui lui sont conférées par le roi de Naples le 19 octobre 1814. Mais une ordonnance du roi Louis XVIII, en date du 16 décembre suivant, ayant rappelé du service étranger tous les officiers français qui s'y trouvent, il donne sa démission le 7 février 1815, et rentre en France au mois de mars suivant.

### Retraite à Melle
Réadmis au service de France comme maréchal-de-camp en non-activité le 21 février 1816, et réintégré dans le grade de lieutenant-général le 3 juin 1818, il est fait chevalier de Saint-Louis le 19 août suivant, et admis à la retraite le 17 mars 1825.
Aymé vint habiter Melle où il se consacre à l'éducation de ses deux fils : il se fait professeur assidu pour graver chez ses enfants les sentiments qui l'ont guidé toute sa vie.
Ses loisirs sont consacrés à l'agriculture. Aux habitants des champs qui l'entourent il multiplie les excellents conseils, mais en y joignant toujours de précieux exemples. Désormais sans ambition d'honneurs, concentrant ses affections sur ses enfants, une vie calme et retirée était l'unique objet de ses désirs. Ami de tous, distribuant à chaque heure les bons avis, résultats de sa longue expérience, il vécut vénéré d'une population entière. Au seuil de sa demeure, viennent s'éteindre les discussions et les querelles. Magistrat pacificateur et puissant par la haute considération qui l'entoure, que de fois il est recherché pour arbitre.
Il a été créé commandeur de la Légion d'honneur le 8 mai 1835.
Les désordres politiques au milieu desquels Aymé avait fait ses premiers pas dans la vie devaient fatalement se reproduire aux dernières années de sa longue carrière. Les événements de 1848 viennent le surprendre au milieu du calme de son existence. À cette époque dont le souvenir s'éloigne déjà rapidement, il y a par toute la France une fièvre des désordre que ne put éviter la ville de Melle. Au milieu d'un de ces orages politiques où le bouleversement des idées rend les solutions impossibles, un homme, effrayé du dénouement que font prévoir des discussions irritantes, jette au milieu de la foule le nom de l'illustre vieillard, les querelles s'apaisent aussitôt, la solution est trouvée. Quelques instants après, le vieux général, pressé de laisser sa demeure, apparaît, appuyé sur ses deux fils, au milieu de la foule qui se calme aussitôt. C'est le père réconciliant ses enfants un instant désunis. C'est là, comme il le disait lui-même, sa dernière victoire.
Que de fois nous l'avons entendu s'affliger des maux de la France qui lui semblait fatalement condamnée à passer encore par les plus tristes épreuves. L'amour de la patrie, qui, pendant sa vie militaire, avait été le puissant mobile de toutes ses actions, était si fortement gravé dans son cœur, que, pendant les sanglantes journées de juin, lui-même il arma le bras de son fils qui partait à la tête de ses concitoyens pour défendre la France menacée par l'anarchie de Paris. Beau et noble courage que celui d'un vieux père qui, au seuil du tombeau, donne ainsi son fils qu'il aime tant, à la patrie en danger.
La mort du lieutenant-général Aymé devait être belle comme sa vie. Le 27 juin 1852, après une longue maladie, il termine sa carrière si glorieuse, entouré de ses nombreux amis. La douleur de ses derniers instants est adoucie par les deux plus touchantes consolations qu'il soit donné à l'homme de trouver dans ce moment suprême : un prêtre et un de ses enfants bien-aimés sont à ses côtés.
Le jour de sa mort est un jour de deuil pour la cité dont il a été la providence, et qui, dans ses dissensions politiques l'a unanimement acclamé comme son premier magistrat. Une immense population vient le conduire au champ du repos et pleurer sur sa tombe, et ces pleurs sont des témoins de l'immense vénération dont il était entouré, bien plus irrécusables que ces vains honneurs qui ne lui firent pas défaut, mais qui rarement expriment les regrets du cœur. Là, c'était un père pleuré par ses enfants. Riches et pauvres, artisans et laboureurs, formaient une immense famille unie par un même sentiment.
À tous il avait toujours voué une égale sollicitude, à tous il avait donné de bons et précieux exemples, à ses enfants seuls il a pu léguer les sentiments de son cœur. Après une partie de sa vie passée sur les marches d'un trône, et lorsqu'il lui avait été si souvent facile de s'ouvrir une vaste carrière sur la route des honneurs et de la fortune, il avait vécu modeste et retiré pour laisser à ses enfants le patrimoine que lui-même avait reçu de son père. Il avait entassé des richesses d'une autre nature, et le cœur de ses fils en reste aussi le dépositaire ; tous les deux se sont voués au service de la France : l'un dans la diplomatie ; l'autre, ayant comme son père pris l'épée de soldat, est capitaine d'état-major et a été, après les événements de 1848, honoré par ses concitoyens du mandat de représentant à l'Assemblée législative.
Le général Aymé était le père de Charles Joachim Marie Aymé (2 février 1813 - Naples, Deux-Siciles ✝ août 1854), chef d'escadron (1852), député des Deux-Sèvres (1849-1851) ; et le frère de Jacques René Marie Aymé baron de La Chevrelière et de l'Empire (24 mai 1771 - Melle ✝ 10 mai 1843 - Melle), capitaine d'infanterie, membre du collège électoral, Officier de la Légion d'honneur (26 octobre 1804).

## Titres
- 1er baron Aymé et de l'Empire (décret du 19 mars 1808, lettres patentes du 15 janvier 1809 (Valladolid)).
- Titre de baron héréditaire confirmé par lettres patentes du 1er juin 1816.

## Décorations
- Légion d'honneur :
  - Légionnaire (25 prairial an XII, trésorier de la 12e cohorte), puis,
  - Officier le 14 mai 1807, puis,
  - Commandeur de la Légion d'honneur le 8 mai 1835 ;
- Chevalier de Saint-Louis le 19 août 1818 ;
- Chevalier de l'Ordre de la Couronne de Fer le 18 décembre 1809.
- Commandeur de l'Ordre des Deux-Siciles le 19 août 1810.

## Armoiries
| Figure | Blasonnement |
|        | Armes du baron Aymé et de l'Empire Ecartelé ; au premier d'or, à la mélusine ou sirène au naturel, tenant un miroir d'argent, au deuxième des barons militaires, au troisième de gueules aux trois tours ruinées d'argent, deux et une ; au quatrième d'or à la haie de sinople brochant sur un mai de même et sommée de trois moineaux de sable, portant au bec chacun, une violette au naturel., - Livrées : les couleurs de l'écu ; le vert dans les bordures seulement. |